# Lypha truncata
Lypha truncata är en tvåvingeart som beskrevs av Aldrich 1934. Lypha truncata ingår i släktet Lypha och familjen parasitflugor. Inga underarter finns listade i Catalogue of Life.